# Scinax auratus
Scinax auratus é uma espécie de anfíbio da família Hylidae. Endêmica do Brasil, onde pode ser encontrada nos estados de Minas Gerais, Bahia, Sergipe, Alagoas, Pernambuco e Paraíba.